# Ermita de Nuestra Señora de los Dolores (Monflorite)
La ermita de Nuestra Señora de los Dolores, situada a las afueras de Monflorite (Provincia de Huesca, España), forma parte de los restos de la iglesia de un antiguo convento de mercedarios que hubo en el lugar desde 1264. 

## Historia
Según Vicencio Blasco de Lanuza en su obra  Historias eclesiásticas y seculares desde el 1555 hasta el 1618  dice que su origen es tras la conquista de Huesca en el 1096 aunque no se tienen noticias del templo hasta el 1176, cuando una mujer llamada Viriata realiza una donación en la que establece la relación del templo con el obispado.
Es a partir del siglo XIII que se tienen noticias más abundantes, aunque son de la historia interna de la iglesia y no sobre el estado del edificio, ejemplo de ello es que en el 1241 cuando Blasco de Maza, quien para entonces era el señor del lugar, donó la iglesia, castillo y villa de Monflorite al convento-iglesia de la Merced de Huesca con la condición de que el obispado alojase ahí a cinco clérigos y que su propia hermana fuera abadesa con tres monjas y una secular.
En el 1263 pasó a formar parte de la Orden de la Merced bajo el obispado de Domingo Sola, quien dio a Bernardo de San Román, maestro mayor de la Orden, la iglesia con todas sus décimas y pertenencias, reservándose para sí y para el arcediano de Serrablo, a quienes pertenecían los derechos de dicha iglesia, la cuarta parte de los diezmos y primicias y diez sueldos por la cena. Es decir, lo mismo que se había establecido en 1176 en la donación de doña Viriata. 
La condición que se le ponía a la Orden era la de poner en ella dos presbíteros, uno de ellos con la condición de vicario, quien sería confirmado por el abad.
Posteriormente el 15 de abril del 1265, Fortunio de Bergua del Podio, entonces señor de Monflorite y Fortunio de Bergua, señor de Vicién, Jordana de Albero y Sancho de Orta cedieron a Bernardo de San Román todos los derechos que tenían sobre el templo y el 21 de marzo del 1266 el obispo de Huesca Domingo Sola cedió al convento de la Merced de Huesca los diezmos, oblaciones y primicias del templo bajo la condición de realizar diversos pagos a la enfermería y al arcediano del Serrablo, algo que se hizo hasta el 1776 cuando el duque de Villahermosa asumió el patronato.
Tras la entrada del templo en la orden mercedaria las rentas del templo incrementaron, como así lo hizo su actividad, llegando recaer bajo la protección real, siendo visitado por el rey Alfonso III el 26 de julio de 1289 y siendo recibido posteriormente en el 1401 en la protección real del rey Alfonso V.
En el 1772 el obispo Antonio Sánchez Sardinero instituyó como vicario a un presbítero secular y la Orden se la cedió entonces en patronato, que quedó en los meses ordinarios a favor del duque de Villahermosa como señor de Monflorite.

## Descripción
El único vestigio conservado es la cabecera trebolada de la citada iglesia y el arranque del primer tramo de la nave. El esquema de la cabecera es realmente novedoso y remite a precedentes orientales. 
Partiendo de un espacio central cuadrado, se abren en tres de sus lados ábsides semicirculares de igual tamaño, cumpliendo el oriental la función de capilla mayor, mientras que en el lado occidental se abre el primer tramo de la nave. 
Cada ábside aparece cubierto con una bóveda de cuarto de esfera, mientras que el espacio central presenta una gran cúpula semiesférica sobre trompas de ángulo. El pequeño espacio conservado del primer tramo de la nave aparece cubierto por una bóveda de cañón que arranca de la imposta que recorre todo el perímetro de la superficie conservada. 
La fábrica es de sillar e interiormente destaca por la presencia de restos de pintura mural de estilo gótico lineal, pudiéndose identificar aún algunos motivos como un Pantocrátor rodeado del Tetramorfos, la Entrada de Jesucristo en Jerusalén, la Última Cena, la Oración en el Huerto, varias figuras de santos, bandas de zig-zag, etc. 